# WIT Georgia
WIT Georgia är en georgisk fotbollsklubb från huvudstaden Tbilisi, men som spelar i grannstaden Mtscheta. Klubben är sponsrad av WIT Georgia Ltd som sysslar med djurfoder & accessoarimporter. Därav heter klubben WIT Georgia, där WIT står för World Innovation Technologies. Klubben spelar sina hemmamatcher på Mtscheta Parki i Mtscheta. Klubben har fått en mer segerrik historia på senare år då man lyckats vinna Umaghlesi Liga 2 gånger på 2000-talet, 2004 och 2009.

## Titlar
- Umaglesi Liga 2

2004, 2009
- Georgiska supercupen 1

2009